# Sziléziai Wikipédia
A sziléziai Wikipédia (sziléziai nyelven Ślōnskŏ Wikipedyjŏ) a Wikipédia projekt sziléziai nyelvű változata, egy szabadon szerkeszthető internetes enciklopédia. 2008. május 26-án indult útjára.
A Sziléziai Wikipédiának 3 adminja, 26 852 felhasználója van, melyből 47 fő az aktív szerkesztő. A lapok száma (beleértve a szócikkeket, vitalapokat, allapokat és egyéb lapokat is) 75 023, a szerkesztések száma pedig 376 180.

## Mérföldkövek
- 2006. március – Kérvényezték a sziléziai nyelvű Wikipédia létrehozását, de a nagyszámú ellenző miatt a kérvényt elutasították.[1]
- 2007 – A Wikipédia nyelvei közé beregisztrálták a sziléziai nyelvet. Ezek után a Nemzetközi Nyelvészeti Szervezet (SIL) 2007. július 18-án is felvette a nyelvek közé és a Nemzetközi Szabványügyi Szervezet a szl kód alatt jegyezte be.[2]
- 2008. március 19. – Másodjára is megpróbálták létrehozni a sziléziai Wikipédiát.[3]
- 2008. március 31. – A Wikimédia inkubátorában tesztelték a Wikipédiát.
- 2008. május 26. – Elindult a sziléziai Wikipédia.
- 2008. november 15. – Elérte az 1000. szócikket
- Jelenlegi szócikkek száma: 58 853

## Külső hivatkozások
- Sziléziai Wikipédia